# De carne somos
De carne somos fue una comedia de televisión argentina emitida por Canal Trece entre 1988 y 1989. Dirigida por Rodolfo Ledo bajo el seudónimo de Pablo Millán. Fue protagonizada por Guillermo Francella. Coprotagonizada por Silvia Kutika, Pablo Codevilla, Alejandra Darín, Lorena Paola, Boris Rubaja, Judith Gabbani, Emilio Vidal y Luis Cordara. También contó con las actuaciones especiales de Adriana Salgueiro y los primeros actores Chany Mallo, Juan Manuel Tenuta, Arturo Maly y Cecilia Cenci. Y la participación de Orlando Carrió como actor invitado.

## Trama
Ricardo Rípoli (Guillermo Francella), un carnicero de barrio, que tras quedar huérfano de padre, se convierte en el sostén de su madre Angelita , y de sus tres hermanas: la Panky, Vicky  y Pucky. Ricardo es extremadamente sobreprotector y moralista con los demás, pero no en cuanto a sus propios actos. Su gran amor es Silvina Tacagni (Silvia Kutika), a quien llama "la mamita", por considerarla madre de sus futuros hijos.

## Elenco
| Actores             | Personajes                    | Temporadas |
| ------------------- | ----------------------------- | ---------- |
| Guillermo Francella | Ricardo Rípoli                | 1, 2       |
| Silvia Kutika       | Silvina Tacagni ("La Mamita") | 1, 2       |
| Juan Manuel Tenuta  | Rodolfo Tacagni (“El Tordo”)  | 1, 2       |
| Adriana Salgueiro   | Panky Rípoli                  | 1, 2       |
| Orlando Carrió      | Sergio                        | 1, 2       |
| Cecilia Cenci       | Susana Sampietro              | 1          |
| Pablo Codevila      | Nando Hutch                   | 1, 2       |
| Alejandra Darín     | Vicky Rípoli                  | 1, 2       |
| Lorena Paola        | Pucky Rípoli                  | 1, 2       |
| Chany Mallo         | Doña Angelita                 | 1, 2       |
| Boris Rubaja        | Gonzalo Vega Carreras         | 1          |
| Judith Gabbani      | Betty                         | 1          |
| Emilio Vidal        | El Cholo                      | 1, 2       |
| Luis Cordara        | Toño                          | 1, 2       |
| Fernando Lúpiz      | Germán Garay                  | 1          |
| Arturo Maly         | El mayordomo Pío              | 2          |
| Horacio Ranieri     | Diego                         | 2          |
| Claudia Lapacó      | .                             | 2          |
| Maurice Jouvet      | .                             | 2          |

### Elenco Secundario
| Actor               | Personaje                | temporada          |
| ------------------- | ------------------------ | ------------------ |
| Carlos Trigo        | Osvaldo                  | 1                  |
| Adrián Suar         | Freddy                   | 1                  |
| Monica Scaparone    | Patricia                 | 1                  |
| Silvia Cicello      | Matilde                  | 1                  |
| Patricia Terán      | Angelica                 | 1                  |
| Nathan Pinzón       | Don Pedro                | 1                  |
| Rita Terranova      | Mónica                   | 1                  |
| Paolo el Rockero    | él mismo                 | 1                  |
| Víctor Ríos         | Cura                     | 1, 2               |
| Andrés Vicente      | Tito (1) / Curandero (2) | 1, 2               |
| Ileana Calabró      | Secretaria               | 2                  |
| Néstor Rosemblat    | Virgilio                 | 2                  |
| Néstor Fabbri       | él mismo                 | 2                  |
| Hugo "Perico" Perez | él mismo                 | 2                  |
| Eduardo Ramenzoni   | él mismo                 | 2                  |
| Mónica Galán        | .                        | 2                  |
| Guillermo Fernandez | él mismo                 | 1                  |
| Horacio Fontova     | él mismo                 | 2 (episodio final) |

## Galardones
- Premio Eubeda a la "Revelación del año 1988", concedido a Guillermo Francella.
- Premio Prensario 1988 al "Mejor Programa de TV".
- Premio Martín Fierro 1988 al "Mejor labor comediante masculino", para Guillermo Francella.[3]

## Recepción Pública
El ciclo fue un éxito de finales de la década de los 80. Hubo una segunda temporada en 1989, con resultados regulares y se adaptó al teatro con el mismo título.
Es recordado el "llanto" que hacía el personaje de Guillermo Francella cada vez que se sentía triste por algo.